# Буктуков, Николай Садвакасович
Николай Садвакасович Буктуков — советский и казахстанский учёный в области открытой разработки недр, доктор технических наук, профессор, член-корреспондент НАН РК.

## Биография
Родился 10 июня 1948 г. в с. Уранхайка Маркакольского района Восточно-Казахстанской области.
В 1971 г. окончил с отличием Казахский политехнический институт им. В. И. Ленина.
С 1972 г. работал в Институте горного дела Академии наук КазССР: старший инженер, с 1975 г. младший научный сотрудник лаборатории открытой разработки недр, с 1978 г. старший научный сотрудник лаборатории разработки нерудных месторождений, в 1986—1987 гг. заведующий лабораторией разработки угольных месторождений открытым способом, в 1987—1989 гг. ведущий научный сотрудник, в 1989—1997 гг. заведующий лабораторией комбинированной разработки месторождений, в 1997—2001 гг. главный научный сотрудник лаборатории открытой разработки недр, с 2001 г. заместитель директора по экономике и коммерциализации науки, одновременно главный научный сотрудник лаборатории открытой разработки недр.
В 1976 г. защитил кандидатскую диссертацию «Исследование технологии и экономической эффективности селективной разработки сложных горизонтально залегающих месторождений». В 1987 г. защитил докторскую диссертацию «Разработка поточной технологии формирования однородности качества угля».
В 1994 г. начальник отдела в Национальной академии наук Республики Казахстан, в 1994—1996 гг. заместитель Президента НАН РК по инновационной деятельности. С 2002 по декабрь 2003 г. академик-секретарь Отделения наук о Земле Национальной академии наук Республики Казахстан.
С 2004 по март 2006 г. — заместитель Генерального директора РГП «Центр химико-технологических исследований» Министерства образования и науки Республики Казахстан, одновременно заведующий лабораторией физико-технических проблем разработки месторождений, с 2007 г. заведующий отделом физико-технических проблем комплексного освоения недр.
С 27 августа 2010 г. директор ДГП «Институт горного дела им. Д. А. Кунаева» РГП «НЦ КПМС РК».
Доктор технических наук (1988), профессор, член-корреспондент НАН РК (2013).
Учёный в области разработки технологий на открытых горных работах. Автор более 200 научных работ, в том числе 4 монографий и более 20 изобретений, ряд из них защищен патентами Японии, Южной Кореи, ФРГ. Под его научным руководством подготовлено 5 докторов и 9 кандидатов наук.
Лауреат Премии им. К. И. Сатпаева. Награждён Почётной грамотой ЦК ВЛКСМ, бронзовой медалью ВДНХ, знаком «Изобретатель СССР», нагрудными знаками МОН РК «За заслуги в развитии науки в Республике Казахстан» и МИНТ РК «Кеншi даңқы», Почётными грамотами Президиума АН КазССР, Почетной грамотой ЦК КПСС, Верховного Совета СССР и ЦК ВЛКСМ.
Один из основателей (1967) вокально-инструментального ансамбля «Дос-Мукасан», в его составе стал лауреатом Премии Ленинского Комсомола Казахстана.